# Garrett Brown
Garrett Brown (* 6. April 1942 in Long Branch, New Jersey) ist ein US-amerikanischer Kameramann, der besonders durch die Entwicklung der Steadicam bekannt geworden ist.

## Leben
Browns Erfindung revolutionierte Mitte der 1970er Jahre den Einsatz von Kameras in Film- und Fernsehproduktionen. Die Steadicam erlaubt es einem Kameramann zu filmen, während sich dieser zu Fuß weiterbewegt, ohne dass das Bild wie sonst bei Verwendung einer Handkamera durch die Schritte verwackelt. Das Steadicam-System wurde erstmals in Hal Ashbys Film Dieses Land ist mein Land (1976) verwendet, der für diese Technik eine Oscar-Nominierung erhielt. Danach wurde das System in Filmen wie Rocky eingesetzt, bei dem die Lauf- und Trainingssequenzen auf diese Weise gedreht wurden. Auch in dem Film Die Rückkehr der Jedi-Ritter wurde die Steadicam verwendet. Für eine charakteristische Szene des Films ging Garrett mit der Steadicam, die mit einer Filmbelichtung pro Sekunde aufzeichnete, durch einen Wald. Dies führte später beim Abspielen des Films bei normaler Geschwindigkeit zu der Illusion der hohen Geschwindigkeit aus dem subjektiven Blickwinkel der Speeder Bikes. Das System wurde ausgiebig auch in Stanley Kubricks Film Shining (1980) verwendet. Browns Steadicam-System kam inzwischen in unzähligen Kinofilmen und Werbefilmen zum Einsatz und wird weiterhin für aktuelle Film- und Fernsehproduktionen intensiv verwendet. Auch bei Live-Übertragungen etwa von Sportveranstaltungen kommt das System regelmäßig zum Einsatz. 
Brown hat weiterhin die schienengeführte GoCam (um Läufer zu verfolgen), die an Seilen aufgehängte Skycam (für Footballspiele), die DiveCam (um Taucher unter Wasser zu verfolgen) und die MobyCam entwickelt (um Schwimmprofis unter Wasser zu verfolgen).
Sein Sohn Jonathan Brown ist ebenfalls Kameramann.

## Auszeichnungen (Auswahl)
1999 wurde er mit dem Oscar für technische Verdienste geehrt. Bereits 1978 hatte er den Academy Award of Merit erhalten. 2006 erhielt er den  Oscar für Wissenschaft und Entwicklung.
Die American Society of Cinematographers ehrte ihn 2002 mit dem ASC President’s Award.